# Cecil Gray
Pour les articles homonymes, voir Gray.
Cecil Gray, né en 1895 et mort en 1951, est un compositeur et critique musical écossais.

## Biographie
Né à Édimbourg, Cecil Gray obtient un diplôme en arts à l'Université d'Édimbourg et étudie la composition en privé avec le compositeur anglo-canadien Healey Willan. Il développe ensuite sa carrière en tant que rédacteur, critique musical et auteur. Sa première aventure musicale est le coparrainage avec Philip Heseltine — un autre écrivain / critique qui a également composé de la musique sous le pseudo de Peter Warlock — en 1917 d'un concert d'œuvres du compositeur alors totalement inconnu Bernard van Dieren. Trois ans plus tard, il co-fonde le périodique de musique ancienne The Sackbut, également avec Heseltine. Gray a ensuite travaillé comme critique musical pour des publications telles que The Daily Telegraph, The Manchester Guardian, The Morning Post, et occasionnellement pour le Radio Times et The Listener.
Il travaille à la publication d’ouvrages sur Jean Sibelius, Peter Warlock et Carlo Gesualdo, ce dernier ouvrage étant coécrit par Philip Heseltine (Peter Warlock). En dehors de ses travaux en histoire de la musique, il publie des essais de critique musicale, une pièce de théâtre sur Gilles de Rais et une autobiographie.
Pendant qu'il vit en Cornouailles, où il est un voisin de D. H. Lawrence, Gray a une relation avec la poétesse américaine H.D. avec qui il a une fille, Perdita, en 1919. Dans son roman autobiographique, Bid Me to Live, HD dépeint Gray comme le personnage "Vane". Le personnage "Cyril Scott" dans le roman Aaron's Rod (1922) de Lawrence est également basé sur Gray. Cecil Gray se marie trois fois, d'abord (en 1927) à Natalia Mamontova, la fille de  Natalia Brassova. Leur fille Pauline est née en 1929. Mais le mariage n'a pas duré et Gray s'est marié à nouveau en 1936, avec la danseuse de ballet écossaise Marie Nielson. Une autre fille, Fabia, est née en 1938. Son troisième mariage avec Margery Livingstone Herbage en 1944 s'est terminé à sa mort en 1948. Parmi ses petits-enfants, par le biais de Perdita, se trouvait l'auteur et biographe des Beatles Nicholas Schaffner.

## Œuvre

### Compositions
Gray a composé trois opéras : Deirdre, dont des extraits furent interprétés par la BBC, La Tentation de Saint-Antoine d’après l’œuvre de Gustave Flaubert et The Trojan Women (« Les troyennes »).

### Écrits
- (en) Predicaments Or Music The Future, Oxford University Press 1936 [lire en ligne]
- (en) Forty-Eight Preludes and Fugues of J.S .Bach, Oxford University Press, 1938, 148 p. (OCLC 603425933, lire en ligne [PDF]).
- (en) History of Music Londres 1946 [lire en ligne]